# Scleria verticillata
Scleria verticillata är en halvgräsart som beskrevs av Henry Ernest Muhlenberg och Carl Ludwig von Willdenow. Scleria verticillata ingår i släktet Scleria och familjen halvgräs. Inga underarter finns listade i Catalogue of Life.